# Kushikatsu

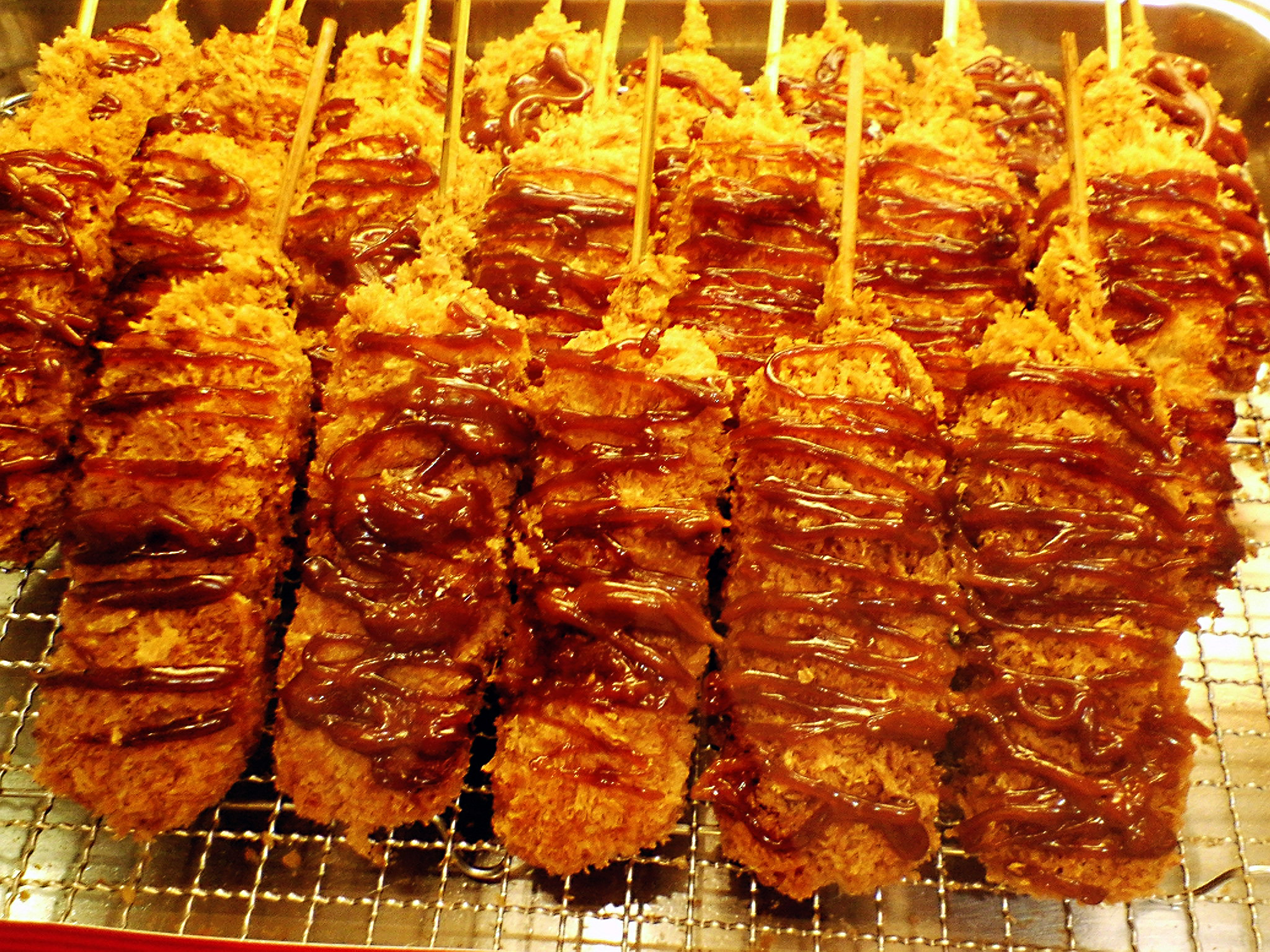
Un ejemplo de kushikatsu con salsa de miso.

El Kushikatsu (串カツ?) es un estilo japonés de las brochetas o kebab. En japonés, kushi (串?) se refiere al pincho utilizado mientras que katsu significa rebanada de carne frita en aceite.
El kushikatsu puede elaborarse con pollo, carne, cerdo, pescado y/o vegetales de temporada. Estos se insertan en un kushi de bambú y se fríen en aceite vegetal. Pueden servirse solas o con alguna salsa.